# 洛星中学校・高等学校の人物一覧
洛星中学校・高等学校の人物一覧（らくせいちゅうがっこう・こうとうがっこうのじんぶついちらん）は、洛星中学校・高等学校に関係する主な人物の一覧記事。

## 著名な出身者

### 政治（立法・行政・司法）

#### 立法
- 阿達雅志 - 参議院議員（自由民主党）、弁護士
- 勝目康 - 衆議院議員（自由民主党）
- 竹内譲 - 衆議院議員（公明党）
- 田中英夫 - 衆議院議員、亀岡市長
- 森洋介 - 衆議院議員（国民民主党）

#### 行政
- 池田達雄 - 総務省自治税務局長[1]
- 石田優 - 建設・国土交通官僚
- 岩井文男 - 駐サウジアラビア日本国特命全権大使
- 奥達雄 - 第55代国税庁長官、財務省理財局長[2]
- 貝谷俊男 - 駐ジョージア日本国特命全権大使
- 北川修 - 総務省政策統括官（統計制度担当、恩給担当）[3]
- 河野一郎 - 東北財務局長
- 川嶋貴樹 - 防衛官僚、元防衛省整備計画局長
- 岸本浩 - 東京税関長、国立印刷局理事長
- 坂口卓 - 第14代厚生労働審議官、第4代厚生労働省雇用環境・均等局長、厚生労働省労働基準局長
- 鈴木浩 - 外務審議官
- 高島章 - 通商産業省貿易局長、生活産業局長、環境立地局長、特許庁長官
- 谷内繁 - 厚生労働省社会・援護局長、内閣官房まち・ひと・しごと創生本部事務局地方創生総括官補
- 服部明世 - 建設官僚
- 長谷川靖 - 財務省東海財務局長
- 林信光 - 国際協力銀行副総裁、第45代国税庁長官、財務省理財局長
- 福岡徹 - 総務省情報流通行政局長、大臣官房長、総合通信基盤局長、総務審議官、スカパーJSAT副社長
- 水嶋智 - 第26代国土交通事務次官、国土交通審議官、国土交通省大臣官房長、国土交通省鉄道局長、同省海事局長、観光庁次長
- 溝畑宏 - 内閣官房参与、第2代観光庁長官
- 森清 - 特許庁長官
- 山川鉃郎 - 総務省情報流通行政局長、総務審議官、チェコ大使
- 山本孝之 - 大蔵官僚

#### 地方行政
- 川勝平太 - 静岡県知事、静岡文化芸術大学学長（経済史）
- 西脇隆俊 - 京都府知事、国土交通省総合政策局長、大臣官房長、国土交通審議官、復興庁事務次官
- 栗山正隆 - 亀岡市長
- 黒田実 - 交野市長
- 松井孝治 - 京都市長、慶應義塾大学総合政策学部教授、参議院議員、内閣官房副長官（民主党）

#### 司法
- 榊原一夫 - 検察官、大阪高等検察庁検事長
- 寺西和史 - 裁判官

### 法曹
- 角田龍平 - 弁護士、タレント
- 畑中鐵丸 - 弁護士・税理士・弁理士・ニューヨーク州弁護士。企業法務を専門とする。

### 学術
- 秋道智彌 - 総合地球環境学研究所名誉教授、同副所長
- 浅田彰 - 京都造形芸術大学教授（芸術哲学）
- 石原俊 - 社会学者
- 井上章一 - 国際日本文化研究センター教授（建築史、風俗史）
- 猪木武徳 - 青山学院大学特任教授、国際日本文化研究センター名誉教授、同所長（労働経済学）、紫綬褒章受章
- 井原之敏 - 機械工学者、大阪工業大学工学部機械工学科教授、同ものづくりセンター長
- 鵜飼康東 - 関西大学名誉教授（経済学）、歌人、角川短歌賞受賞
- 浦瀬太郎 - 工学者、東京工科大学教授
- 大原康男 - 國學院大學教授（神道学）
- 岡田暁生 - 京都大学教授（近代西洋音楽史）、芸術選奨新人賞
- 岡室博之 - 一橋大学教授（産業組織論）、日本中小企業学会会長
- 掛谷英紀 - 情報工学者
- 北山修 - 九州大学名誉教授、精神科医、心理学者、歌手、作詞家
- 九後汰一郎 - 京都大学名誉教授、物理学者（素粒子論）
- 小寺彰 - 法学者
- 木村俊一 - 広島大学教授、マサチューセッツ工科大学客員助教授、ユタ大学客員助教授、数学者
- 小林傳司 - 大阪大学教授（科学哲学・科学技術論）
- 小山太一 - 立教大学教授、英文学者、翻訳家
- 相良匡俊 - 法政大学社会学部教授
- 佐山展生 - 一橋大学教授（経営学）、スカイマーク会長
- 品田裕 - 神戸大学教授（政治学）
- 杉本良夫 - オーストラリア ラトローブ大学名誉教授
- 高田広章 - 名古屋大学大学院情報科学研究科教授、TOPPERSプロジェクト会長
- 竹居明男 - 同志社大学名誉教授（天神信仰）
- 竹中洋 - 京都府立医科大学学長、大阪医科大学名誉教授
- 建林正彦 - 京都大学教授（政治学）
- 谷口忠大 - 立命館大学情報理工学部教授（ビブリオバトルを発案）
- 東郷雄二 - 京都大学名誉教授（認知情報学）
- 中嶋聡 - 精神科医、医学博士
- 永井良和 (社会学者) - 社会学者、関西大学社会学部教授
- 西村周三 - 京都大学名誉教授、同副学長、国立社会保障・人口問題研究所長、経済学者（医療経済学）
- 藤田真一 - 関西大学名誉教授
- 前野悦輝 - 京都大学教授
- 俣野博 - 東京大学大学院数理科学研究科教授（非線形解析、非線形偏微分方程式）
- 三浦俊彦 - 中央大学商学部教授
- 南野森 - 九州大学法学部教授（憲法学）
- 村井俊哉 - 京都大学医学部教授（精神医学）
- 夜久均 - 京都府立医科大学学長、京都府立医科大学教授（心臓血管外科学）
- 八槇博史 - 東京電機大学教授
- 山名元 - 京都大学教授（原子核工学）
- 山本克己 - 京都大学名誉教授（民事執行法・倒産法）
- 若島正 - 京都大学名誉教授（文学）、翻訳家、日本ナボコフ協会運営委員、詰将棋作家、チェス・プロブレム作家

### 経済・実業
- 奥正之 - 三井住友フィナンシャルグループ取締役会長、一般社団法人全国銀行協会暫定会長
- 岡室博之 - 日本中小企業学会会長、一橋大学教授（産業組織論）
- 越智眞一 - 滋賀県医師会長、日本医師会理事、大津市医師会長、おち医院院長、外科医
- 川島克也 - 日建設計取締役副会長
- 熊木徹夫 - あいち熊木クリニック院長精神科医、漢方専門医、精神病理学者
- 酒井孝志 - ガスアンドパワー取締役会長、本州四国連絡高速道路代表取締役社長
- 中村一樹 - 教育者、実業家（クイック教育システムズ代表取締役社長）
- 藤林清隆 - 三井ホーム会長、三井不動産レジデンシャル社長
- 松井道宣 - 京都府医師会長、京都九条病院理事長、外科医

### マスメディア
- 黒木彰一 - フジテレビチーフプロデューサー
- 寺谷一紀 - フリーアナウンサー
- 新実彰平 - 関西テレビアナウンサー
- 長谷川豊 - フリーアナウンサー、フジテレビアナウンサー[注釈 1]
- 船越雅史 - 日本テレビ放送網情報・制作局次長、アナウンサー

### 文芸
- 天木直人 - 作家、駐レバノン日本国特命全権大使、
- 荒木源 - 小説家

### 音楽
- 大井浩明 - ピアニスト、古楽鍵盤楽器奏者
- 小山菁山 - 都山流尺八竹琳軒大師範、京都三曲協会顧問
- 豊田勇造 - 歌手、ソングライター、エッセイスト
- 馬場孝喜 - ギタリスト
- 湯浅晋 - ギタリスト

### 美術
- 大原謙一郎 - 大原家9代目当主
- 鷲田めるろ - 十和田市現代美術館館長

### 伝統芸術
- 笹岡隆甫 - 未生流笹岡三代目家元、大正大学客員教授
- 千宗守 - 茶人、武者小路千家十四代家元
- 豊嶋三千春 - 金剛流能楽師

### 芸能
- 高畠久 - 編集者、脚本家、映画プロデューサー
- 津川雅彦 - 俳優[注釈 2]

### スポーツ
- 大河正明 - Bリーグチェアマン
- 玉木正之 - スポーツライター

## 歴代校長
1. フランシス・ホワイト（ヴィアトール会司祭）
2. ヨゼフ・ナドウ（ヴィアトール会司祭）
3. フランソワ・アラール（ヴィアトール会司祭）
4. 村田源次（ヴィアトール会司祭）
5. ゲエタン・ラバディ（ヴィアトール会司祭）
6. 阿南孝也
7. 小田恵